# کریستین راک

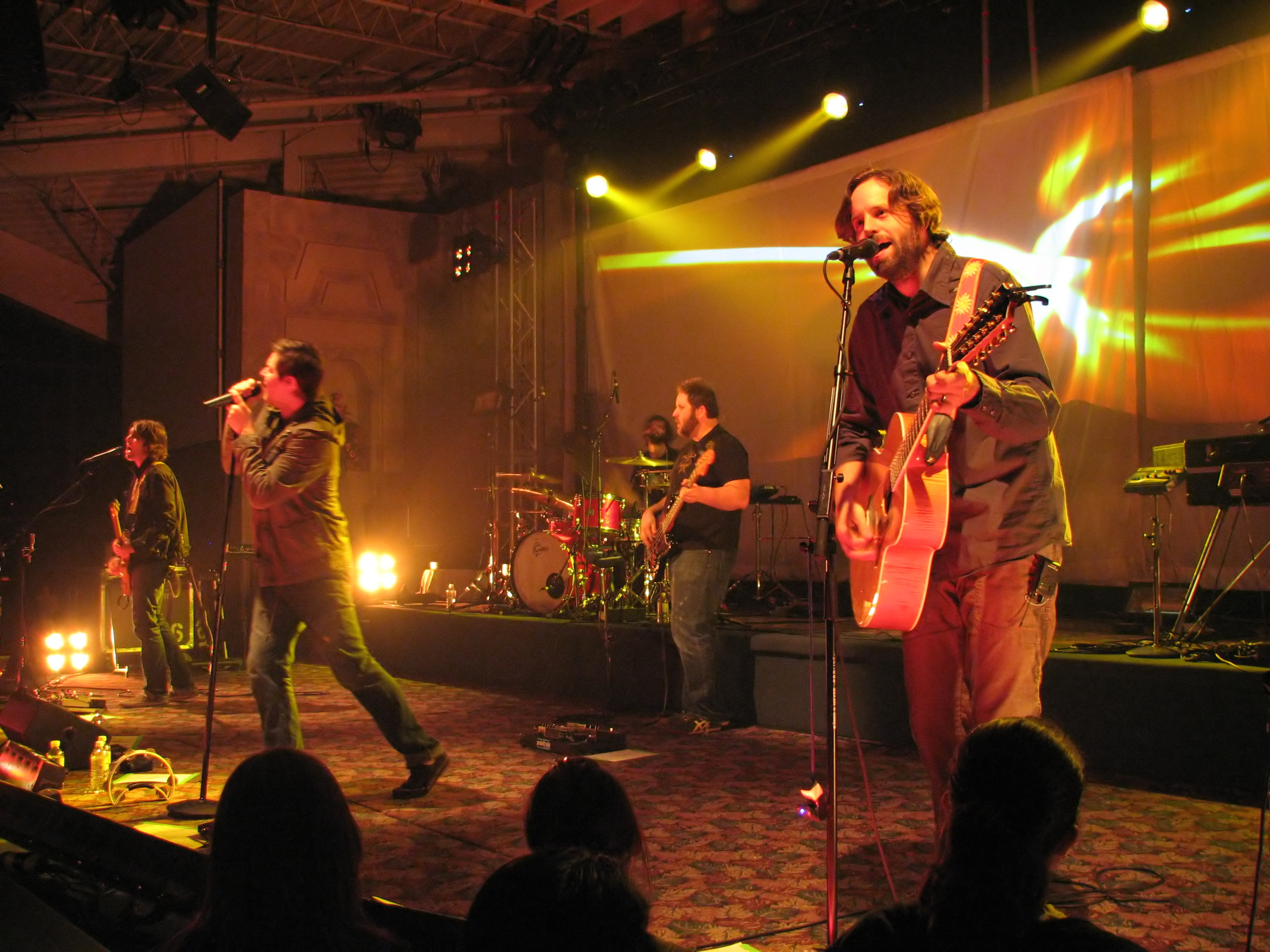
گروه جارز آو کلی در کنسرت

موسیقی راک مسیحی (به انگلیسی: Christian Rock) سبکی موسیقی راک در آمریکا و کانادا و برخی دیگر کشورهای دیگر غربی است.
در این نوع موسیقی، وجه تمایز عمدتا روی خود موسیقی نیست، بلکه روی محتویات و متن آن می‌باشد.